# Cajamarcabergtyrann
Cajamarcabergtyrann (Silvicultrix jelskii) är en fågel i familjen tyranner inom ordningen tättingar.

## Utseende och läte
Cajamarcabergtyrannen är en liten tyrann som liksom andra bergtyranner har ett tydligt vitt ögonbrynsstreck. Den skiljs från liknande arter i sitt utbredningsområde på gul panna, rostfärgade vingband och brun rygg. Arten är vanligen tystlåten, men kan avge mjuka gnisslande ljud och drillar.

## Utbredning och systematik
Fågeln förekommer i Anderna i sydvästra Ecuador och nordvästra Peru. Den behandlas som monotypisk, det vill säga att den inte delas in i några underarter.

## Levnadssätt
Cajamarcabergtyrannen är som namnet avslöjar en bergslevande fågel. Den håller sig ofta lågt ner i kanter av buskskog och undgår lätt upptäckt.

## Status och hot
Arten har ett stort utbredningsområde, men tros minska i antal, dock inte tillräckligt kraftigt för att den ska betraktas som hotad. Internationella naturvårdsunionen IUCN listar arten som livskraftig (LC).

## Namn
Fågelns vetenskapliga artnamn hedrar Konstanty Roman Jelski (1837-1896), polsk zoolog, upptäcktsresande och samlare av specimen i Cayenne och Peru 1865-1879. Fram tills nyligen kallades den jelskibergtyrann även på svenska, men justerades 2023 till ett mer informativt namn av BirdLife Sveriges taxonomikommitté.